# 윈도우 서비스 포 유닉스
윈도우 서비스 포 유닉스(Windows Services for UNIX, SFU)는 마이크로소프트가 윈도우 NT 및 일부 차기 운영 체제에 유닉스 환경을 제공했던, 마이크로소프트가 제작한, 지금은 개발이 중단된 소프트웨어 패키지이다.
SFU 1.0과 2.0은 MKS 툴킷을 사용했다. SFU 3.0을 기점으로 SFU에는 1999년 마이크로소프트가 미국의 소프트웨어 시스템스로부터 인수한 인테릭스 서브시스템을 포함했다. SFU 3.5는 마지막 릴리스이며 마이크로소프트에서 무료로 다운로드가 가능하다.

## 같이 보기
- 시그윈
- 리눅스용 윈도우 하위 시스템